# Lista de hits número 1 na Alemanha
Essa é a lista dos maiores hits na Alemanha por ano no chart Top100 Singles conforme descrito pela Media Control Charts.

## Estatísticas

### Artistas com mais canções em primeiro lugar
- The Beatles (12)
- Freddy Quinn (10)
- ABBA (9)
- Boney M. (8)
- The Sweet (8)
- Peter Alexander (7)
- Roy Black (6)
- The Rolling Stones (6)
- Caterina Valente (6)
- Sarah Connor (5)
- Modern Talking (5)

### Canções com mais tempo no primeiro lugar

#### 17 Semanas
- "Rivers of Babylon" por Boney M. (1978)

#### 16 Semanas
- "Verdammt, ich lieb' dich" por Matthias Reim (1990)

#### 15 Semanas
- "A Song of Joy" por Miguel Ríos (1971)
- "Butterfly" por Danyel Gérard (1971)

#### 14 Semanas
- "Wheels" por Billy Vaughn (1961)
- "Junge, komm bald wieder" por Freddy Quinn (1971)
- "I'd Love You to Want Me" por Lobo (1972)
- "Dragostea din tei" por O-Zone (2004)

#### 13 Semanas
- "Banana Boat Song" por Harry Belafonte (1957)
- "River Kwai March" por Mitch Miller (1958)
- "Paloma Blanca" por George Baker Selection (1975)
- "Das Boot" by U96 (1992)
- "Time to Say Goodbye" por Andrea Bocelli & Sarah Brightman (1997)
- "My Heart Will Go On" por Celine Dion (1998)
- "Poker Face" por Lady Gaga (2009)

#### 12 Semanas
- "Il Silenzio" por Nini Rosso (1956)
- "Daddy Cool" por Boney M. (1976)
- "Sweat (A La La La La Long)" por Inner Circle (1992)

#### 11 Semanas
- "Der lachende Vagabund" por Fred Bertelmann (1958)
- "Ramona" por Blue Diamonds (1961)
- "Words" por F. R. David (1982)
- "Nothing Compares 2 U" por Sinéad O'Connor (1990)
- "Sadeness Part I" por Enigma (1991)
- "Wind of Change" por Scorpions (1991)
- "Conquest of Paradise" por Vangelis (1995)
- "I'll Be Missing You" by Puff Daddy & Faith Evans com participação da banda 112 (1997)
- "Mambo N° 5" por Lou Bega (1999)
- "Whenever, Wherever" por Shakira (2002)
- "Ein Stern (…der deinen Namen trägt)" por DJ Ötzi & Nik P. (2007)